# Edifício Habitasul
O Centro Administrativo Municipal Guilherme Socias Villela (CAM) é a atual sede administrativa da prefeitura municipal de Porto Alegre, capital do estado brasileiro do Rio Grande do Sul. Está localizado na Rua General João Manoel, n° 157, esquina com a Rua Siqueira Campos, no Centro Histórico da cidade.
Desde março de 2022, o CAM substituiu o antigo Paço dos Açorianos como sede da prefeitura e concentrou outros órgãos municipais. O imóvel antigo do Paço será transformado em museu e centro cultural.
O prédio ocupado pelo CAM era originalmente privado e conhecido como Edifício Habitasul, sendo chamado popularmente de "Prefeitura Nova" até sua nova denominação oficial ser anunciada em maio de 2022. Foi escolhido, para dar nome ao prédio, o nome do ex-prefeito e ex-vereador da cidade, Guilherme Socias Villela.

## Histórico
Antes pertencente à Habitasul Empreendimentos Imobiliários Ltda. e inaugurado em setembro de 1981, o edifício de dezoito andares foi objeto de um acordo firmado entre a prefeitura e a empresa e anunciado em 4 de novembro de 2021, para encerrar mais de duas décadas de litigação entre as partes. Pelo contrato, a Habitasul cedeu o prédio em troca da quitação de sua dívida de impostos, devidos desde 1997 e somando R$ 24 milhões em débitos.
No dia 3 de março de 2022, a prefeitura recebeu oficialmente as chaves do prédio, com tamanho suficiente para centralizar todas suas treze secretarias e departamentos (com cerca de 650 servidores), alguns dos quais afastados da área central e operando em prédios alugados. Subsequentemente, em 26 de março, a prefeitura pôde desocupar o histórico Paço dos Açorianos para recuperá-lo e revertê-lo em um museu de arte.

## O prédio
O edifício possui dezoito andares (não incluindo o nível dos reservatórios), além de contar com 50 vagas de estacionamento do edifício-garagem ao lado.
No penúltimo pavimento (17° andar) do prédio fica o gabinete do prefeito, o qual tem vista para o Cais Mauá e para o Guaíba. No andar inferior, o gabinete da primeira-dama é atendido pela mesma estrutura administrativa do gabinete do prefeito; enquanto que o gabinete do vice-prefeito compartilha as mesmas assessorias jurídica, econômica e internacional do gabinete do prefeito.
| Andar           | Função |
| 18º andar       | Auditório e espaço para pequenos eventos                                                                         |
| 17º andar       | Gabinete do Prefeito                                                                                             |
| 16° andar       | Gabinete da Primeira-Dama                                                                                        |
| 15° andar       | Secretaria de Planejamento e Assuntos Estratégicos                                                               |
| 14° andar       | Gabinete de Comunicação Social                                                                                   |
| 13° andar       | Secretaria de Parcerias                                                                                          |
| 12° andar       | Secretaria de Governança Local e Coordenação Política                                                            |
| 11° andar       | Gabinete de Inovação                                                                                             |
| 10° andar       | Gabinete do vice-prefeito                                                                                        |
| 9° andar        | Secretaria de Planejamento e Assuntos Estratégicos (com Diretoria de Captação de Recursos e Diretoria de Gestão) |
| 8° andar        | Secretaria de Obras e Infraestrutura                                                                             |
| 7° andar        | Secretaria de Obras e Infraestrutura                                                                             |
| 6° andar        | Secretaria de Obras e Infraestrutura                                                                             |
| 5° andar        | Procempa - Companhia de Processamento de Dados de Porto Alegre                                                   |
| 4° andar        | Procempa - Companhia de Processamento de Dados de Porto Alegre                                                   |
| 3° andar        | Copa e terraço para convivência                                                                                  |
| 2° andar        | Serviços condominiais                                                                                            |
| 1° andar/térreo | Junta de Serviço Militar e coworking                                                                             |